# Cyrille Regis
Cyrille Regis (Maripasoula, Guayana Francesa, 9 de febrero de 1958 - West Bromwich, Reino Unido, 14 de enero de 2018) fue un futbolista profesional que jugaba como delantero. Su carrera como jugador profesional abarcó 19 años, donde hizo 614 apariciones en la liga y anotó 158 goles en la liga, más prolíficamente en el West Bromwich Albion y Coventry City. Nacido en la Guayana Francesa, Regis también jugó cinco partidos con la selección nacional de Inglaterra.

## Primeros años de vida
Regis nació el 9 de febrero de 1958 en Maripasoula (Guayana Francesa), fue hijo de Robert Regis, obrero de Santa Lucía y Mathilde Regis, costurera. Su padre se mudó a Inglaterra en 1962 con el resto de la familia, incluido Cyrille, un año después. Cyrille creció en Harlesden ubicado en el distrito de Brent, y asistió al Cardinal Hinsley Maths & Computing College. En la escuela primaria, Regis dijo que era mucho mejor jugador de críquet que futbolista. “Yo era un niño al aire libre. Así que solo quería jugar al cricket al aire libre, y jugaba mucho más al cricket en ese entonces porque el fútbol era solo otro deporte que practicaba sin verdadera pasión”.
Después de dejar la escuela se formó como electricista y obtuvo un diploma de City and Guilds; Continuó practicando el oficio hasta su paso al fútbol profesional. Era primo del atleta John Regis.

## Trayectoria

### Fuera de la liga
La temporada 1975-76 vio a Regis mudarse al Molesey F.C. de la Liga de Atenas para quien anotó alrededor de 25 goles durante su única campaña para el club. Luego Boreham Wood se le acercó, pero no se unió a ellos. En cambio se unió al semiprofesional Hayes de la Isthmian League, firmando el 7 de julio de 1976. 
Regis fue descubierto por el cazatalentos jefe de West Bromwich Albion, Ronnie Allen, quien recomendó que el club de Primera División lo fichara. Con los directores de Albion inseguros de pagar una tarifa de cuatro cifras por un jugador tan joven y no probado, Allen se ofreció a financiar cualquier pago inicial de su propio bolsillo, tan seguro estaba de que Regis lo haría en el nivel superior del fútbol inglés. La transferencia tuvo lugar en mayo de 1977, por una tarifa inicial de 5.000 libras esterlinas, más otras 5.000 libras esterlinas después de 20 apariciones. 

### West Bromwich Albion
Poco después de traer a Regis a Albion, Allen asumió el cargo de director del equipo, tras la renuncia de su predecesor, Johnny Giles. Regis hizo su debut con el primer equipo en un partido de la Copa de la Liga contra el Rotherham United el 31 de agosto de 1977 anotando dos goles en la victoria por 4-0. Tres días después hizo su debut en la liga en una victoria por 2-1 sobre el Middlesbrough. Volvió a encontrar la red, llevando el balón desde la línea media al área penal antes de marcar con un derechazo. David Mills de Middlesbrough, quien más tarde se convirtió en compañero de equipo de Regis en Albion, lo describió como un gol de pura brillantez.
Regis también anotó en su primer partido de la FA Cup en enero de 1978, ayudando a Albion a vencer a Blackpool por 4-1. Unos días después, Albion nombró a Ron Atkinson como nuevo entrenador. Ronnie Allen partió a fines de diciembre para dirigir la selección nacional de Arabia Saudita y John Wile el capitán del club actuó como entrenador interino.
Mientras era jugador de West Bromwich Albion, jugó en un partido benéfico para Len Cantello, que vio a un equipo de jugadores blancos jugar contra un equipo de jugadores negros.

### Coventry City
En 1984, Regis se unió a Coventry City por una tarifa de £ 250,000. Con Coventry, Regis ganó el único trofeo importante de su carrera, la FA Cup de 1987. Johan Cruyff quería fichar a Regis para el Ajax de Ámsterdam como reemplazo de Marco van Basten que se dirigía al Milan, pero acusó a los directores de su propio club de retrasar el trato hasta que las hazañas de Regis en la FA Cup lo sacaron del rango de precios del club holandés. Más tarde, Regis se convirtió en el primer jugador de Coventry City en marcar un gol de la victoria en Anfield, en su primera victoria de liga allí (1-0) en noviembre de 1989. Esto se produjo una temporada después de que también anotara en la primera victoria del City en la máxima categoría sobre el Aston Villa en Highfield Road (2-1).

### Aston Villa
Antes de la temporada 1991–92, Regis se unió a Aston Villa en una transferencia gratuita y lo reunió con su ex gerente en West Brom, Ron Atkinson. Fue uno de los seis jugadores del Villa que debutaron con el club el día inaugural de la temporada, anotando en la victoria por 3-2 ante el Sheffield Wednesday. Regis hizo más de 40 apariciones en su primera temporada con Villa y terminó como el máximo goleador de la liga del club, junto con Dwight Yorke.

### Wolverhampton Wanderers
Después del final de 1992-1993, Regis se mudó al Wolverhampton Wanderers. Su estadía con Wolves solo duró una temporada, tiempo durante el cual hizo 22 apariciones, anotando dos veces.

### Wycombe Wanderers
Regis se unió a Wycombe Wanderers en agosto de 1994. Formando una sorprendente asociación con Simon Garner, marcó diez goles en su única temporada en el club de Buckinghamshire.

### Chester City
Regis terminó su carrera profesional jugando en Tercera División con el Chester City. Anotó siete veces en 29 apariciones en la liga, ayudando a Chester a terminar octavo, antes de retirarse debido a una lesión en octubre de 1996.

## Selección nacional
La doble nacionalidad francesa y británica de Regis lo hizo elegible para jugar en los equipos nacionales inglés o francés, pero fue Inglaterra a quien eligió representar. Hizo su debut en Inglaterra sub-21 el 19 de septiembre de 1978 en una victoria por 2-1 sobre Dinamarca en Hvidovre. Su primer partido de Inglaterra B fue una victoria por 1-0 contra Checoslovaquia B en Praga el 28 de noviembre de 1978. Jugó dos partidos más con el equipo B en 1980. Marcó su primer gol con la selección sub-21 de Inglaterra el 5 de junio de 1979 en la victoria a domicilio por 3-1 contra Bulgaria. El resultado ayudó a Inglaterra a llegar a las últimas etapas del Campeonato de Europa de 1980, aunque fue el único de los seis partidos de clasificación en los que participó Regis. Jugó en los partidos de ida de los cuartos de final y semifinales, donde Inglaterra perdió ante Alemania Oriental. En total jugó seis veces con la sub-21, anotando tres goles.
A pesar de ganar cinco partidos con la selección absoluta de Inglaterra, Regis nunca jugó los 90 minutos completos para su país en la categoría absoluta; jugó como suplente tres veces y él mismo fue sustituido dos veces. Hizo su debut internacional el 23 de febrero de 1982 en una victoria por 4-0 sobre Irlanda del Norte en el Campeonato Internacional Local en Wembley. Regis entró en sustitución de Trevor Francis en el minuto 65. Su última aparición internacional con Inglaterra fue en 1987 contra Turquía en Wembley, que terminó con una victoria por 8-0 para el equipo local, donde entró durante los últimos 20 minutos. 
Fue el tercer jugador negro en ser internacional con Inglaterra al más alto nivel después de Viv Anderson y Laurie Cunningham.

## Vida personal
Su hermano menor es el exjugador Dave Regis, y su sobrino es Jason Roberts.
Regis se convirtió en cristiano evangélico después de que un accidente automovilístico se cobrara la vida de su amiga y excompañero de equipo Laurie Cunningham en 1989. Él y Cunningham habían estado involucrados en un accidente similar dos años antes. Después de retirarse del juego, Regis trabajó en una variedad de roles de entrenador antes de convertirse en un agente de fútbol acreditado con Stellar Group Ltd. Era el tío del futbolista Jason Roberts, para quien actuó como agente, y primo del velocista John Regis.
La Universidad de Wolverhampton le otorgó una beca honoraria en 2001. En 2004 fue votado como el héroe de culto de todos los tiempos de West Bromwich Albion en una encuesta de BBC Sport, obteniendo el 65% de los votos. En el mismo año fue nombrado como uno de los 16 mejores jugadores de West Bromwich Albion en una encuesta organizada como parte de las celebraciones del 125 aniversario del club. Regis y su esposa Julia visitaron proyectos relacionados con el agua en Etiopía en 2007 como parte de su continuo apoyo a WaterAid.
Regis ganó el premio al Jugador del Año del Coventry City London Supporters' Club en 1986/87 y regularmente ocupa un lugar destacado en las encuestas de leyendas del club. En 2007/08 se erigió una galería de imágenes del Salón de la Fama de la ciudad de Coventry en el Ricoh Arena que contenía treinta grandes de Coventry de toda la historia del club, entre los que se encontraba él.
Fue nombrado Miembro de la Orden del Imperio Británico (MBE) en los Honores de Cumpleaños de 2008.

## Muerte y legado
Regis murió de un infarto el 14 de enero de 2018 a los 59 años.
El partido sub-21 entre Inglaterra y Rumania en Molineux el 24 de marzo de 2018 fue designado Cyrille Regis International en homenaje. Inglaterra ganó el partido 2-1. El 28 de julio de 2018 dos de los antiguos clubes de Regis (West Bromwich Albion y Coventry City) jugaron un partido amistoso denominado Regis Shield; West Bromwich ganó 5-2.

## Estadísticas de carrera
| Club                    | Temporada     | Liga             | Liga | Liga  | FA Cup | FA Cup | Copa de la liga | Copa de la liga | Europa | Europa | Otro | Otro  | Total | Total |
| Club                    | Temporada     | División         | PJ   | Metas | PJ     | Metas  | PJ              | Metas           | PJ     | Metas  | PJ   | Metas | PJ    | Metas |
| ----------------------- | ------------- | ---------------- | ---- | ----- | ------ | ------ | --------------- | --------------- | ------ | ------ | ---- | ----- | ----- | ----- |
| West Bromwich Albion    | 1977–78       | Primera División | 34   | 10    | 6      | 6      | 2               | 2               | —      | —      | —    | —     | 42    | 18    |
| West Bromwich Albion    | 1978–79       | Primera División | 39   | 13    | 6      | 1      | 3               | 0               | 8      | 3      | —    | —     | 56    | 17    |
| West Bromwich Albion    | 1979–80       | Primera División | 26   | 8     | 2      | 1      | 2               | 0               | 0      | 0      | —    | —     | 30    | 9     |
| West Bromwich Albion    | 1980–81       | Primera División | 38   | 14    | 2      | 0      | 7               | 3               | —      | —      | —    | —     | 47    | 17    |
| West Bromwich Albion    | 1981–82       | Primera División | 37   | 17    | 5      | 2      | 9               | 6               | 2      | 0      | —    | —     | 53    | 25    |
| West Bromwich Albion    | 1982–83       | Primera División | 26   | 9     | 1      | 0      | 2               | 2               | —      | —      | —    | —     | 29    | 11    |
| West Bromwich Albion    | 1983–84       | Primera División | 30   | 10    | 3      | 0      | 3               | 3               | —      | —      | —    | —     | 36    | 13    |
| West Bromwich Albion    | 1984–85       | Primera División | 7    | 1     | —      | —      | 0               | 0               | —      | —      | —    | —     | 7     | 1     |
| West Bromwich Albion    | Total         | Total            | 237  | 82    | 25     | 10     | 28              | 16              | 10     | 3      | —    | —     | 300   | 111   |
| Coventry City           | 1984–85       | Primera División | 31   | 5     | 1      | 0      | —               | —               | —      | —      | —    | —     | 32    | 5     |
| Coventry City           | 1985–86       | Primera División | 34   | 5     | 1      | 0      | 2               | 5               | —      | —      | 0    | 0     | 37    | 10    |
| Coventry City           | 1986–87       | Primera División | 40   | 12    | 6      | 2      | 5               | 2               | —      | —      | 0    | 0     | 51    | 16    |
| Coventry City           | 1987–88       | Primera División | 31   | 10    | 2      | 1      | 2               | 1               | —      | —      | 2    | 0     | 37    | 12    |
| Coventry City           | 1988–89       | Primera División | 34   | 6     | 1      | 0      | 3               | 0               | —      | —      | 0    | 0     | 38    | 6     |
| Coventry City           | 1989–90       | Primera División | 34   | 4     | 1      | 0      | 7               | 1               | —      | —      | 1    | 0     | 43    | 5     |
| Coventry City           | 1990–91       | Primera División | 34   | 4     | 4      | 0      | 5               | 3               | —      | —      | 1    | 0     | 44    | 7     |
| Coventry City           | Total         | Total            | 238  | 46    | 16     | 3      | 24              | 12              | —      | —      | 4    | 0     | 282   | 61    |
| Aston Villa             | 1991–92       | Primera División | 39   | 11    | 5      | 0      | 2               | 0               | —      | —      | 0    | 0     | 46    | 11    |
| Aston Villa             | 1992–93       | Premier League   | 13   | 1     | 2      | 0      | 2               | 0               | —      | —      | —    | —     | 17    | 1     |
| Aston Villa             | Total         | Total            | 52   | 12    | 7      | 0      | 4               | 0               | —      | —      | 0    | 0     | 63    | 12    |
| Wolverhampton Wanderers | 1993–94       | División Uno     | 19   | 2     | 3      | 0      | 0               | 0               | —      | —      | 1    | 0     | 23    | 2     |
| Wycombe Wanderers       | 1994–95       | Segunda División | 35   | 9     | 1      | 0      | 2               | 1               | —      | —      | 0    | 0     | 38    | 10    |
| Chester City            | 1995–96       | Tercera División | 29   | 7     | 1      | 0      | 3               | 0               | —      | —      | 0    | 0     | 33    | 7     |
| Carrera total           | Carrera total | Carrera total    | 610  | 158   | 53     | 13     | 61              | 29              | 10     | 3      | 5    | 0     | 739   | 203   |

## Honores
Hayes
- Premier Midweek Floodlight League: 1975–76

Coventry City
- Copa FA : 1986–87

Individual
- Salón de la fama del fútbol inglés: 2019[36]
- Salón de la fama del Coventry City[28]
- Premio al Mérito de la PFA: 2018[37]